# Saguenay (rivier)
De Saguenay is een 160 km lange rivier in de Canadese provincie Quebec, die uitmondt in de Saint Lawrence.
De rivier ontstaat uit de samenvloeiing van La Grande Décharge en La Petite Décharge, die op hun beurt vloeien uit het Saint-Jeanmeer. Het stroomgebied van de Saguenay is met een oppervlakte van 88.000 km² het op drie na grootste van Quebec. De rivier stroomt door de Saguenayfjord en mondt uit in de Saint Lawrence bij de plaats Tadoussac. Het gemiddelde debiet is 1.750 m³/s maar het debiet kan oplopen tot 3.000 m³/s.

## Geschiedenis
De oudste sporen van menselijke bewoning langs de Saguenay zijn 8.000 jaar oud. Deze mensen waren jagers-verzamelaars die onder andere jacht maakten op de zeezoogdieren in de Saguenayfjord. Zij verplaatsten regelmatig hun kamp en hadden contacten met volken aan de Grote Meren, de Saint Lawrence- en de Jamesbaai en de Atlantische kust. De naam Saguenay is afgeleid van een Indiaans woord dat "waar het water uitmondt" zou betekenen.
In de 16e eeuw deden Franse en Spaanse walvisjagers de Saint Lawrencebaai aan. Jacques Cartier beschreef de monding van de Saguenac tijdens zijn tweede reis naar Amerika (1535-1536). Later werd er bont en hout verhandeld langs de rivier.

## Fjord
De Saguenayfjord is miljoenen jaren geleden uitgesleten door gletsjers. De fjord heeft steile wanden tot meer dan 400 m boven het wateroppervlak. Ook onder water zijn steile wanden en op enkele meters van de kust kan het rivierwater in de fjord meer dan 100 m diep zijn. De gemiddelde diepte van de fjord is 240 m met uitschieters tot 275 m.
De bovenloop van de rivier bevat zoet water, maar in de fjord wordt dit water vermengd met het zoute water van de Saint-Lawrencebaai. Hierdoor ontstaan twee stromen in de benedenloop van de rivier. De zoete bovenstroom heeft een bruinachtige kleur door de aanwezigheid van ijzer in het water. Op een diepte van zes tot tien meter gaat deze zoete stroom over in zout water. Door het verschillend zoutgehalte en de verschillende temperatuur (de zoute onderstroom is kouder en heeft een temperatuur van 3 à 4° C) mengen deze stromen maar heel geleidelijk. Door deze twee stromen en door niveauverschillen op de bodem kunnen ondergrondse golven ontstaan in de fjord.

## Fauna
Door de instroom van zoet water is de Saguenayfjord zuurstofrijker dan andere fjorden. Door de voedselrijkdom leven in de fjord beloega's en dwergvinvissen. Aan de monding bij Tadoussac komen verschillende soorten walvis voor (noordkapers, Groenlandse walvissen). In de fjord leven ook zeehonden.

## Bescherming
De fjord en de monding van de Saguenay in de Saint Lawrence zijn sinds 1998 beschermd in het kader van het Marine Park Saguenay–St. Lawrence. Dit nationaal park wordt beheerd door de regeringen van zowel Quebec (Sépaq, Société des établissements de plein air du Quebec) als Canada (Parks Canada). De Saguenayfjord is beschermd in het Nationaal Park Fjord-du-Saguenay, beheerd door Sépaq.